# Hrádek u Ostrova
Hrádek u Ostrova je zaniklý hrad u Malšína v okrese Český Krumlov v Jihočeském kraji. Stával na vrchu Tumberg nad vesnicí Ostrov, na kterém byla později postavena kaple Panny Marie Pomocné. O hradu se nedochovaly žádné písemné zprávy a podle archeologického výzkumu byl osídlen ve druhé polovině třináctého století.

## Historie
O hradu se nedochovaly žádné písemné prameny, ale nalezené zlomky keramiky umožnily datovat dobu osídlení hradu do druhé poloviny třináctého století. První písemná zmínka o Malšínu pochází až z roku 1339 a vztahuje se k tamnímu kostelu. Ve druhé polovině čtrnáctého století vesnice Malšín i Ostrov patřily patrně Rožmberkům, protože bratři Petr a Jodok z Rožmberka roku 1361 vykonávali patronátní právo k malšínskému kostelu. Bezpečně jsou obě vesnice uvedeny jako součást panství hradu Rožmberk až v urbáři z roku 1380. Urbář však mohl vzniknout přepisem starší předlohy ze začátku čtrnáctého století.
Hrad pravděpodobně nesloužil jako trvalé panské sídlo. Mohl zastávat funkci strážního nebo opěrného bodu v nově osídlené krajině. Řadí se tedy kontextu tzv. horských hrádků. Jeho výstavba mohla souviset s blízkostí Linecké stezky, jejíž větev snad vedla od Nahořan přes Běleň a Kleštín do Vyššího Brodu. Pravděpodobnější je funkce hrádku jako kolonizačního provizoria. Osidlování okolní krajiny ve třináctém století organizovali Vítkovci a po roce 1259 také Vyšebrodský klášter.

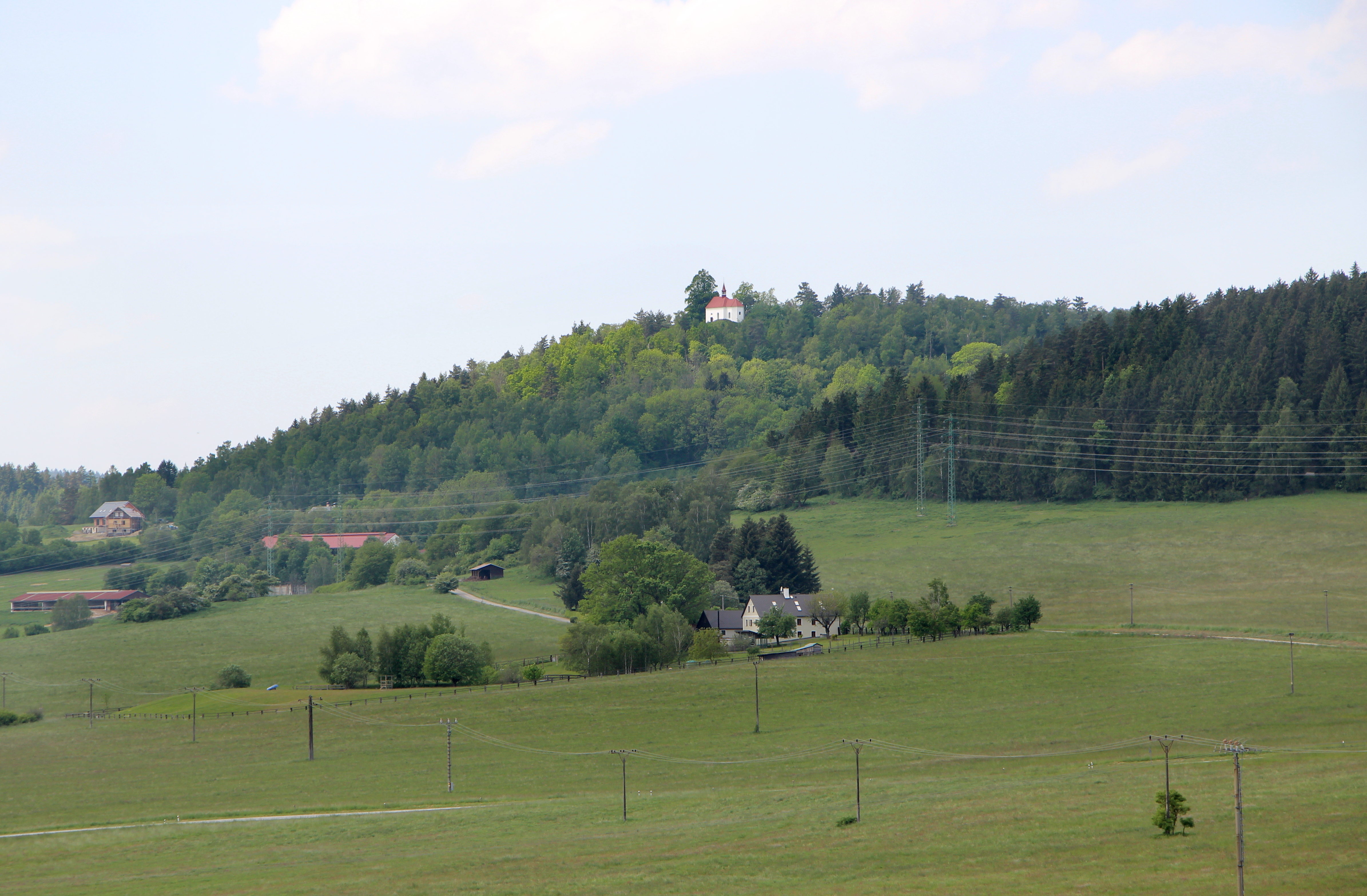
Vrch Tumberg, na kterém Hrádek stával

Ke hradu by se mohl také vztahovat odkaz Vítka z Krumlova z roku 1277, v němž Vítek odkázal vyšebrodskému klášteru tři vesnice. Jednou z nich byla ves Hradový, zvaná též Vítkův dvůr, jejíž torzo se nachází asi dva kilometry jihozápadně od hrádku. Zakladatelem hrádku mohl být také ostrovský klášter, který okolo roku 1270 získal určitá území na horní Vltavě a pro jehož činnost svědčí název vsi Ostrov. Po roce 1278 tyto pozemky připadly šlechtě.

## Stavební podoba
Staveništěm hradu se stal výrazný vrch Tumberg (též Thurmberg nebo Thurnberg a Tumperk) se skalnatým vrcholem v nadmořské výšce 820–830 metrů. Skály člení vrchol do dvou plošin s využitelnou plochou o velikosti 0,05 hektaru. Z hradu se dochovala především šedesát metrů dlouhá obloukovitá linie opevnění tvořená vnějším valem a příkopem. Zástavba byla dřevěná.
V roce 1856 byla na jižní plošině postavena kaple Panny Marie Pomocné, chráněná jako kulturní památka.

## Přístup
Vrch Tumberg je volně přístupný z Malšína, odkud ke kapli vede odbočka ze žlutě značené turistické trasy. Vrchol kopce umožňuje výhledy do okolní krajiny.